# Euspondylus guentheri
Euspondylus guentheri är en ödleart som beskrevs av  O’shaughnessy 1881. Euspondylus guentheri ingår i släktet Euspondylus och familjen Gymnophthalmidae. IUCN kategoriserar arten globalt som livskraftig. Inga underarter finns listade i Catalogue of Life.